# Чёрный, Александр Васильевич
Алекса́ндр Васи́льевич Чёрный (род. 10 марта 1961) — советский волейболист, российский волейбольный тренер, игрок сборной СССР (1987). Чемпион Европы 1987. 10-кратный чемпион СССР. Нападающий. Мастер спорта международного класса (1985), заслуженный мастер спорта России (2003).

## Биография
В 1978—1989 выступал за ЦСКА. В его составе: 10-кратный чемпион СССР (1979—1983, 1985—1989), бронзовый призёр чемпионата СССР 1984, четырёхкратный обладатель Кубка СССР (1980, 1982, 1984, 1985), 6-кратный обладатель Кубка европейских чемпионов (1982, 1983, 1986—1989).
В составе сборной Москвы в 1983 году стал серебряным призёром Спартакиады народов СССР.
Чемпион мира (1981) и Европы (1979) среди молодёжных команд.
В составе сборной СССР в 1987 году стал чемпионом Европы.
После окончания игровой карьеры перешёл на тренерскую работу. В 1989—1995 — главный тренер ЦСКА-2. В 1995—1996 — тренер молодежной команды «Петрарка» г. Падова (Италия). В 1996—2008 и 2009—2011 — главный тренер мужской волейбольной команды «Октан»/«Нова» (Новокуйбышевск). Исполнительный директор «Новы» до июля 2013.